# Kommaregeln der spanischen Sprache

Das Komma

Das Komma (spanisch coma) gehört zu den spanischen Satzzeichen (signos de puntuación) und dient in der geschriebenen Sprache dazu, Teile eines Satzes voneinander abzugrenzen. Dadurch erhalten Texte eine übersichtlichere und ihrem Sinn angepasste Struktur, wodurch das Lesen erleichtert wird.
Die Funktionen des Kommas sind vielfältig, es verdeutlicht etwa die Konstruktion des Satzes, indem es einen Zusatz oder einen Nebensatz vom Hauptsatz abhebt. Umgekehrt bedeutet dies, dass die Kommasetzung bei den Schreibenden ein Verständnis für die unterschiedliche Bauweise von Sätzen voraussetzt.

## Einteilung
Das Komma gehört zu den Satzzeichen (signo de puntuación). Das sind Sonderzeichen einer Schrift, die der Strukturierung und auch der Sinngebung des Satzbaus dienen. Der Gebrauch der Satzzeichen wird Zeichensetzung oder Interpunktion (puntuación) genannt.
Die wichtigsten Satzzeichen im Spanischen sind:
- punto . Punkt
- Coma , Komma
- Comillas ““ Anführungszeichen
- Dos puntos : Doppelpunkt
- Punto y coma ; Semikolon
- Signos de interrogación ¿? Fragezeichen
- Signos de admiración ¡! Ausrufezeichen
- Paréntesis, corchetes, llaves, comillas angulares ( ) [ ] { } « » Klammern runde-, eckige- und geschweifte Klammern, Guillemets

## Unterschiede zum Deutschen
Während Kommata im Spanischen meist als Satzzeichen für Sprechpausen und die Modulation der Satzmelodie dienen, folgen sie im Deutschen primär syntaktischen Regeln, wenngleich die Regeln auf dem Gesprochenen basieren und Kommata hier letztlich ebenfalls Sprechpausen abbilden.

### Das Komma im Deutschen
In der deutschen Grammatik dient das Komma zur Strukturierung des Satzes und trennt bestimmte Elemente voneinander: So werden im Deutschen Kommas zwischen Hauptsätzen und Nebensätzen, aber auch zwischen einzelnen Elementen einer Aufzählung gesetzt. Ebenso werden Appositionen und Nachstellungen durch Kommas vom Rest des Satzes abgetrennt. Daher sind Kommafehler zugleich Rechtschreibfehler.
Im Deutschen folgt ein Komma anders als im Spanischen vor:
- Infinitivsätzen
- Inhaltssätzen
  - also Subjektsätzen;
  - Objektsätzen;
- restriktiven Relativsätzen;

```
* 
Venga a mi pabellón de caza cuando quiera.
 Kommen Sie zu meiner Jagdhütte, wann (immer) Sie mögen. 
Imperativo
 + 
Presente de subjuntivo
```

- adverbialen Nebensätzen.[2]

### Das Komma im Spanischen
Im Spanischen erfolgt die Kommasetzung (colocar a la coma) häufig bzw. regelmäßig:
- zumeist nach voranstehenden Nebensätzen. – Beispiel:

```
  
Si quieres, te acompaño en el camino.
 
Wenn du möchtest, begleite ich dich auf dem Weg.
```

- vor Einleitungswörter und ihren Abkürzungen, etwa etcétera, denen eine Aufzählung folgt. – Beispiel:

```
  
Observa la dirección de sus manos, piernas, pies, etc.
 
Be(ob)achte die Richtung seiner/ihrer Hände, Beine, Füße usw.
```

- nach einer Anrede und der Namensnennung im Satz. – Beispiel:

```
  
Juana, quiero andar por tu mismo camino y observar las cosas que tú ves.
 
Juana, ich möchte den gleichen Weg wie du gehen und die Dinge beobachten, die du siehst.

  
Te dije, Juana, que yo tenía razón.
 
Ich sagte dir, Juana, dass ich Recht hatte.
 
Pretérito indefinido de indicativo
 + 
Pretérito imperfecto de indicativo
```

- benutzt, um ein oder mehrere Worte in einer Aufzählung abzutrennen. – Beispiel:

```
 
Quizá me engañen la vejez y el temor, pero sospecho que la especie humana —la única— está por extinguirse y que la Biblioteca perdurará: iluminada, solitaria, infinita, perfectamente inmóvil, armada de volúmenes preciosos, inútil, incorruptible, secreta.
 
Vielleicht trügen mich Alter und Ängstlichkeit, aber ich vermute, dass die Gattung Mensch – die einzige, die es gibt – im Aussterben begriffen ist, und dass die Bibliothek fortdauern wird: erleuchtet, einsam, unendlich, vollkommen unbeweglich, gewappnet mit kostbaren Bänden, überflüssig, unverweslich, geheim.
```

- in Bedingungs- oder Konditionalsätzen immer dann, wenn die Konjunktionen, konditionale Konjunktion (conjunciones condicionales), die den Bedingungs- oder Konditionalsätzen einleiten, am Anfang des Satzes stehen oder eingeschoben sind. – Beispiel:

```
  
Si nieva, no iré.
 
Wenn es schneit, werde ich nicht gehen.
 
Presente simple de indicativo
 + 
Futuro simple de indicativo
```

- wird ein Satz durch redeeinleitende, erklärende Worte bzw. Wortkombinationen begonnen, wird ein Komma platziert. – Beispiel:

```
  
Es decir, todo esto fue mi culpa.
 
Das heißt, alles das war meine Schuld.
 
Infinitivo
 + 
Pretérito indefinido de indicativo

  
Las manos, o sea, las antenas de los hombres.
 Die Hände, oder mit anderen Worten, die Fühler des Menschen. 
Presente de subjuntivo
```

- normalerweise werden Relativsätze nicht durch ein Komma abgetrennt. Dies gilt aber nur für die notwendigen Relativsätze oder restriktiver Relativsatz[3], oración especificativa o restrictivo [4]. Die nichtnotwendigen Relativsätze oder nichtrestriktiver Relativsatz[5], oración explicativa[6] werden aber durch ein Komma vom Hauptsatz abgetrennt. Gleiches gilt für die verkürzten Relativsätze – Beispiel:

```
  
María, que lleva pantalones verdes, está en mi casa.
 
Maria, die grüne Hosen trägt, ist in meinem Haus.
```

- das Spanische zählt zu den Sprachen, die bei der Nutzung von Zahlwörtern das Komma als Dezimaltrennzeichen einsetzen.

```
  
5,433 dieciséis coma tres
```